# Norsjö
Norsjö (sydsamisk Nåarene, umesamisk Nuoráne), er en by i Västerbottens län i Sverige, som er hovedby og kommunecenter i Norsjö kommun.
Byen ligger ca. 80 km vest for Skellefteå og er hjemsted for et skimuseum og et jagtmuseum.